# Фиджи (море)
Море Фиджи (на английски: Fiji sea) е море в югозападната част на Тихия океан, разположено между островите Нова Каледония на северозапад, Фиджи на север, Тонга на североизток, Кермадек на изток, Нова Зеландия на юг и остров Норфолк на запад. На северозапад се свързва с Коралово море, на запад – с Тасманово море, а на север и изток – с останалата част на Тихия океан.
Дължина от север на юг 2250 km, ширина до 1500 km, площ 3177 хил.km2. Средна дълбочина е 2741 m, максимална 7633 m, разпорожена в северозападната му част. Соленост 34,9 – 35,5‰. Над 80% от територията му е заета от обширната Южнофиджийска котловина (дълбочина до 5304 m), която от запад и изток е обградена от подводните хребети Норфолк и Колвил Лау. В северната си част Южнофиджийската котловина още повече се понижава и в падината Хънтър е измерена максималната дълбочина на море Фиджи 7633 m. Температура на водата на повърхността от 18 – 23 °C на югоизток до 25 – 28 °C на север. Приливите са полуденонощни с височина 1,5 – 3 m. Основни пристанища: Сува, Нукуалофа.